# 在ウズベキスタンアメリカ合衆国大使
在ウズベキスタンアメリカ合衆国大使 (ざいウズベキスタンアメリカがっしゅうこくたいし、英語: United States Ambassador to Uzbekistan) はウズベキスタンに対しアメリカ合衆国政府から派遣される特命全権大使である。
アメリカ合衆国は1991年12月25日にウズベキスタンを独立国と認め、1992年2月19日に外交関係を樹立した。
在ウズベキスタンアメリカ合衆国大使館は1992年3月16日に暫定大使であったマイケル・モザーの手で設立された。
| 氏名                           | 着任           | 退任           | 役職     | 任命                     |
| ------------------------------ | -------------- | -------------- | -------- | ------------------------ |
| マイケル・モザー               | 1992年3月16日  | 1992年4月27日  | 暫定大使 | ジョージ・H・W・ブッシュ |
| ヘンリー・リー・クラーク       | 1992年9月9日   | 1995年9月30日  | 大使     | ジョージ・H・W・ブッシュ |
| スタンリー・T・エスクデロ      | 1995年10月12日 | 1997年10月3日  | 大使     | ビル・クリントン         |
| ジョセフ・A・プレゼル          | 1997年12月3日  | 2000年10月23日 | 大使     | ビル・クリントン         |
| ジョン・エドワード・ハーベスト | 2000年11月1日  | 2003年7月12日  | 大使     | ビル・クリントン         |
| ジョン・パーネル               | 2004年1月28日  | 2007年4月28日  | 大使     | ジョージ・W・ブッシュ    |
| リチャード・ノーランド         | 2007年9月21日  | 2010年7月      | 大使     | ジョージ・W・ブッシュ    |
| ジョージ・A・クロル            | 2011年7月5日   | 2014年12月8日  | 大使     | バラク・オバマ           |
| パメラ・L・スプラトレン        | 2015年1月27日  | 2018年10月4日  | 大使     | バラク・オバマ           |
| ダニエル・N・ローゼンブラム    | 2019年5月24日  | 2022年8月30日  | 大使     | ドナルド・トランプ       |
| ジョナサン・ヘニック           | 2022年11月24日 | 現職           | 大使     | ジョー・バイデン         |